# Université adventiste de Zaokski
L’université adventiste de Zaokski (en russe, Заокский адвентистский университет) est une université adventiste du septième jour à Zaokski en Russie. C'est le premier séminaire protestant dans l'histoire de ce pays. 

## Campus

### Histoire
Après de nombreuses pétitions et des requêtes auprès des autorités soviétiques, l'Église adventiste du septième jour reçut la permission en janvier 1987 d'établir un cours par correspondance de trois ans pour la formation de ses pasteurs, ainsi qu'une propriété dans le village de Zaokski. Une vieille école en partie détruite par un incendie se trouvait sur cette propriété. Les villageois y vidaient leurs poubelles. La première classe démarra à Toula en septembre 1987 avec seize étudiants. En décembre 1988, le séminaire ouvrit ses portes. En 2003, l'institution devint une université officiellement reconnue par le ministère d'éducation de la Russie. 

### Organisation
L'université adventiste de Zaokski est située sur une riche terre agricole de la région de Tula, ce qui permet de développer quelques activités de jardinage et de ferme. Elle possède trois institutions séparées, le Séminaire de théologie, l'Institut chrétien des arts et des sciences, le Collège professionnel chrétien, ainsi que le Centre d'étude Mittlaider-Agro. 
Zaokski fournit une formation aux pasteurs en activité dans sept écoles affiliées à travers la Division Eurasienne. Elle décerne des licences en théologie, économie, anglais, comptabilité, management, assistance sociale, musique et ministère de la musique, et des maîtrises en religion, musique et santé publique.
Zaokski est affilié à l'université Andrews et à l'université de Loma Linda. L'institution possède un centre de recherche Ellen White, affilié au Ellen G. White Estate.    